# Wojak pampasowy
Wojak pampasowy (Leistes defilippii) – gatunek małego ptaka z rodziny kacykowatych (Icteridae). Występuje w Argentynie i Urugwaju. Jest uznawany za gatunek narażony.

## Systematyka
Gatunek po raz pierwszy zgodnie z zasadami nazewnictwa binominalnego opisał Karol Lucjan Bonaparte, nadając mu nazwę Trupialis defiilippii. Opis ukazał się w 1850 roku w książce Conspectus generum avium. Jako miejsce typowe autor wskazał ex Bras., Parag., Montevideo, w 1937 roku Hellmayr sprecyzował miejsce typowe do Montevideo w Urugwaju. Nie wyróżnia się podgatunków. Dawniej bywał czasami uznawany za podgatunek wojaka krawatowego (Leistes militaris).

### Etymologia
- Leistes: gr. λῃστης lēistēs – złodziej, od λῃστευω lēisteuō – kraść (por. λῃζομαι lēizomai – grabić)[11].
- defilippii: na cześć Filippo De Filippi[12].

## Morfologia
Nieduży ptak ze średnim, dosyć grubym u nasady, szpiczastym, srebrnoszarym dziobem, którego górna część jest ciemniejsza. Nogi ciemnobrązowe. Tęczówki ciemne, dolna powieka biała. Samce mają przeważnie ciemnobrązowe ubarwienie. Głowa i boki szyi czarne z długim szerokim białym paskiem brwiowym, który u nasady dzioba, przed okiem, ma czerwono-rudą plamkę. Krótki biały pasek podwąsowy. Podgardle, gardło, szyja, pierś i górna część brzucha różowoczerwone. Samice są zdecydowanie bledsze i mniej brązowe od samców, z białym gardłem i rdzawym brzuchem. Młode osobniki podobne do samicy, ale bez czerwieni na brzuchu i o dziobach w kolorze rogowym. Samica nieco mniejsza od samca. Długość ciała z ogonem 21 cm; masa ciała: samiec 73,6 g, samica 67,5 g.

## Zasięg występowania
Wojak pampasowy występuje na pampach środkowej części Ameryki Południowej – w północnym i środkowym Urugwaju (departamenty Salto i Flores) i w środkowo-wschodniej Argentynie (prowincje Buenos Aires, La Pampa i Río Negro). Dawniej stwierdzany bywał także w skrajnie południowej Brazylii (w stanie Rio Grande do Sul). Do niedawna uważany był za gatunek migrujący, ale ostatnie badania nad populacją Argentyny sugerują, że jest raczej gatunkiem osiadłym. Jego zasięg występowania według szacunków organizacji BirdLife International obejmuje 127 tys. km² (obszary lęgowe) i 270 tys. km² (całkowity obszar występowania).

## Ekologia
Głównymi habitatami wojaka pampasowego są naturalne łąki i pastwiska występujące w formacji roślinnej pampa. Sporadycznie występuje na terenach rolniczych. Na terenie Argentyny preferuje obszary z roślinami z rodzaju Baccharis (astrowate) i trawami z rodzajów ostnica (Stipa) i Piptochaetium, a populacja urugwajska preferuje naturalne obszary trawiaste z domieszką Baccharis trimera. Gnieździ się także na terenach porolniczych, jednak dopiero po kilku latach od zaprzestania ich użytkowania przez człowieka. Zazwyczaj występuje na wysokościach do 900 m n.p.m.
Dieta wojaka pampasowego składa się z owadów i nasion. Żeruje w niewielkich grupach, poza sezonem lęgowym w dużych stadach obecnie liczących do kilkuset osobników.

### Rozmnażanie
Okres lęgowy w Argentynie trwa od października do listopada. Gniazduje w koloniach, w Argentynie w grupach od 2 do 66 samców, a w Urugwaju od 3 do 25. Gniazda budowane są z roślin i zagłębione są w ziemi. Zewnętrzna średnica około 9,5 cm, mogą mieć korytarze wejściowe o długości około 8 cm. Zgrupowane są blisko siebie, nawet do 23 cm. W lęgu samica składa od 3 do 5 płowo-szarych z ciemniejszymi plamami i liniami jaj o średnich wymiarach 25,8×18,3 mm. Nie wiadomo ile trwa inkubacja, ale pisklęta przebywają w gnieździe około 10 dni, a ich karmieniem zajmuje się głównie samica. Kolonie wojaka pampasowego są narażone na drapieżnictwo ze strony m.in. starzyka granatowego.

## Status
W Czerwonej księdze gatunków zagrożonych IUCN wojak pampasowy klasyfikowany jest jako gatunek narażony (VU – Vulnerable). Liczebność populacji jest szacowana na 4000–6000 dorosłych osobników, zaś jej trend oceniany jest jako spadkowy ze względu na przekształcanie obszarów jego występowania w tereny rolnicze. Gatunek opisywany jest jako rzadki lub lokalnie niepospolity.